# Gösta Folke
Pour les articles homonymes, voir Folke.
Gösta Folke, né le 10 décembre 1913 à Stockholm et mort le 14 avril 2008, est un réalisateur suédois.

## Biographie

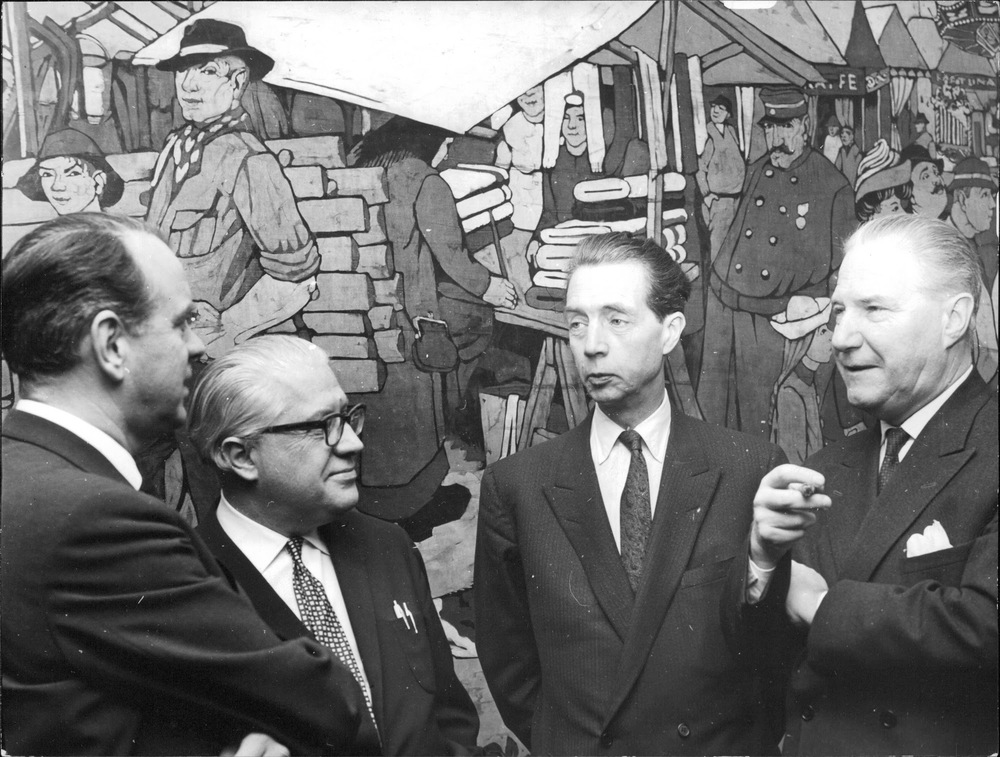
Göstal Folke avec Lars-Levi Læstadius, Karl Ragnar Gierow et Arthur Hilton en 1962.

Gösta Folke commence sa carrière au théâtre, puis devient en 1942 l'assistant de plusieurs cinéastes dont Henrikson et Sjöberg. Il réalise Le Pasteur des terres lointaines  en 1946, puis Des Femmes en attente en 1946, Maria en 1947, Négligé par sa compagne en 1947, Sur ses épaules en 1948 et Le Domaine des hommes en 1949. Plus tard il s'oriente vers la comédie avec Un Bouc dans le jardin en 1958, d'après un roman de Piraten.

## Filmographie
- 1946 : Le Pasteur des terres lointaines
- 1946 : Des Femmes en attente
- 1947 :  Maria (sv)
- 1947 : Négligé par sa compagne
- 1949 : Sur ses épaules
- 1949 : Le Domaine des hommes
- 1954 : Victoire sur la nuit (sv) (Seger i mörker)
- 1958 : Skuggan av en man (adaptation de La Version de Browning de Terence Rattigan)
- 1958 : Un Bouc dans le jardin (sv) (Bock i örtagård)
- 1968 : Monsieur Barnett (téléfilm)